# Riau Airlines
Riau Airlines war eine indonesische Fluggesellschaft mit Sitz auf dem Flughafen Sultan Syarif Kasim II. Sie war Eigentum der Regionalregierung der Provinz Riau.

## Flugziele
Riau Airlines betrieb regionale Dienste innerhalb Indonesiens und nach Malaysia, meist aus ihrem Hub in Pekanbaru aus.

## Flotte
Mit Stand vom Mai 2011 bestand die Flotte der Riau Airlines aus vier Flugzeugen:
- 1 Boeing 737-300
- 2 Boeing 737-500
- 1 Fokker 50